# كوكب صغير في قائمة حرجة
الكوكب الصغير في القائمة الحرجة (كائن مرقّم بقائمة حرجة أو كائن حرج) هو كوكب صغير مرقّم يحتاج مداره وموقعه إلى التحسين بشكل خاص.
ينشر مركز الكواكب الصغيرة (MPC) التابع لـ IAU بانتظام قائمة بهذه الكائنات الحرجة في نشرة الكوكب الصغرى الإلكترونية. تحتوي القائمة عادةً على الكويكبات التي تمت ملاحظتها في عدد قليل من الظهورات، خاصةً عند المعارضة، أو التي لم يتم ملاحظتها بشكل كافٍ لأكثر من 10 سنوات، بينما تنشئ المراصد الأخرى قوائمها الخاصة والمخصصة. يسرد MPC أيضًا الكائنات الحرجة التي يمكن ملاحظتها حاليًا على موقع الويب الخاص بهم، مما يوفر قوائم منسقة بشكل مختلف للعناصر المدارية إلى مقياس الفلك في جميع أنحاء العالم للمجتمع الفلكي.
اعتبارًا من يوليو 2020، تضمنت MPC أكثر من ألف كائن في قائمتها الحرجة، نصفها إما كويكبات قريبة من الأرض أو كواكب صغيرة بعيدة تمثل 674 و192 كائنًا مهمًا، على التوالي.

## القائمة
كائنات القائمة الحرجة الأقل ترقيمًا هي:
- 1915 كيتزالكواتل
- 2135 Aristaeus
- 3362 Khufu
- 3753 كرويثن
- (4688) 1980 WF
- 5335 Damocles
- (5590) 1990 VA
- نيسوس 7066
- (8014) 1990 MF
- 10370 هيلونوم
- 14827 Hypnos
- (15504) 1999 RG33
- (15789) 1993 SC
- (15807) 1994 GV9
- (15809) 1994 JS
- (15883) 1997 CR29
- (16636) 1993 QP
- (16684) 1994 JQ1
- (19255) 1994 VK8
- 19521 كيآس
- (20108) 1995 QZ9
- (20161) 1996 TR66
- (20425) 1998 VD35
- 20461 Dioretsa